# Palazzo Fani
Il Palazzo Fani, conosciuto  come Palazzo Fani Pecci Blunt o Palazzo Fani Ruspoli Pecci Blunt o palazzo Malatesta, è un edificio manierista che si trova a Roma, all'angolo tra piazza d'Aracoeli e via della Tribuna di Tor de' Specchi, nel rione Campitelli; accanto al palazzo Massimo di Rignano.

## Storia

### Palazzo Fani
Il palazzo fu costruito per la famiglia Angelo Paluzzi Albertoni un esponente della famiglia Paluzzi degli Albertoni, dei nobili che lo vendettero subito dopo ai Gottardi. Questi lo vendettero poco dopo ai Fani, una famiglia di Tuscania, che assunse Giacomo Della Porta per rinnovarlo. 
Alla fine del XVI secolo l'edificio fu dato in affitto ad alcuni cardinali: nel 1599 ci visse il cardinale Federico Borromeo e, due anni dopo, il cardinale Paolo Emilio Sfondrati.

### Palazzo Spada Ruspoli

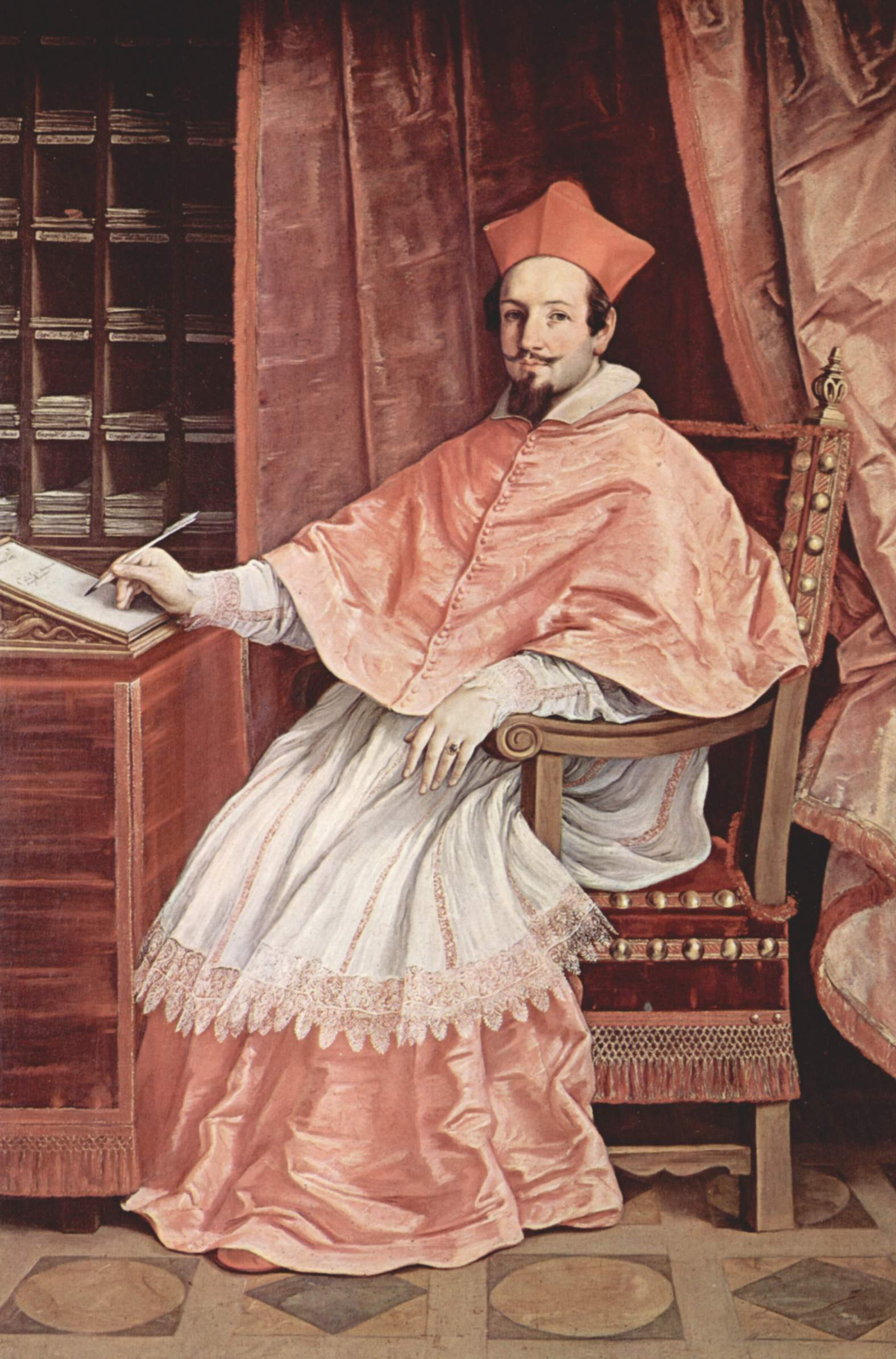
Guido Reni, Ritratto del cardinale Bernardino Spada (1631); olio su tela, 222x147 cm, Galleria Spada, Roma

Nel 1611 i Fani vendettero di nuovo l'edificio, e nel 1626 l'edificio passò nelle mani di Giacomo Filippo Spada, che viveva lì con suo fratello, il cardinale Bernardino Spada. Quando i due si trasferirono a Palazzo Capodiferro, l'edificio fu acquistato dalla famiglia senese dei Ruspoli, come loro prima residenza a Roma. Rimasero lì fino al 1745, quando si trasferirono a Palazzo Ruspoli in via del Corso.

### Palazzo Pecci-Blunt

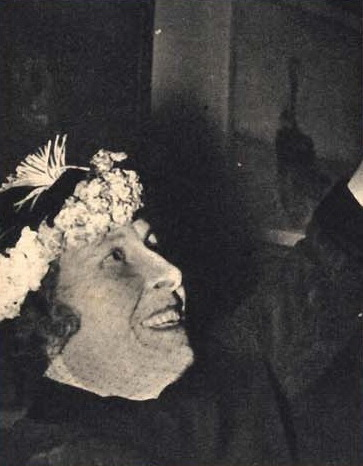
Anna Laetitia Pecci nel 1952

Dopo un breve periodo di proprietà dei conti Malatesta, l'edificio fu acquisito già nel XIX secolo dai conti Pecci Blunt, che lo possiedono ancora oggi. La famiglia è erede di Anna Laetitia Pecci, nipote di papa Leone XIII, e di Cecil Blumenthal, un ricco banchiere americano.

## Descrizione

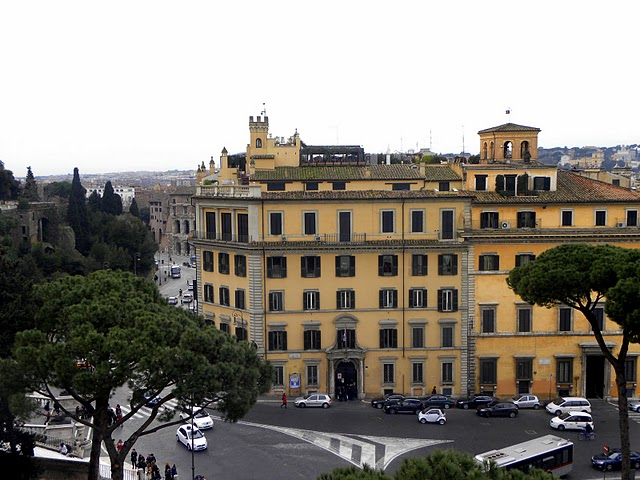
Palazzo Fani Pecci-Blunt

La facciata principale, che è in Piazza d'Aracoeli 3, si sviluppa su due piani oltre il piano terra. Nella piazza si apre un portale con un architrave con la scritta  "PECCI BLUNT" . Il portale è fiancheggiato da quattro finestre ad architre con parapetti sostenuti da mensole sopra piccole aperture. Nella via della Tribuna di Tor de' Specchi c'è un altro grande portale con bugnato rustico.
Una grossa cornice marcapiano corre per la base dalle finestre del secondo piano e un'altra sulla base di quelle del terzo. Il cornicione è sostenuto da mensole con rose e un ricco fregio floreale. Sopra al cornicione la soprelevazione e la torre con la loggia, entrambe aggiunte nel XIX secolo da Giovanni Battista Giovenali. 
Oltre il portale si trova uno stretto atrio che conduce a un elegante cortile quadrangolare decorato nella parete di fondo con una bella fontana incorniciata da due lesene di travertino. La fontana è in una nicchia, coperta di pietra vulcanica sotto una cornice ad arco al centro della quale è una statua di un giovane con due buccine nella mano destra  posta su una base di travertino; dall'anfora scorre l'acqua che cade in una conchiglia sostenuta da due delfini e da qui in una grande vasca semicircolare e da questa verso una vasca a livello del suolo con un bordo arrotondato. Nel cortile è murata la scritta BART. MARCHIO RUSPULUS che in passato si trovava sopra il portale d'ingresso.